# Exanima (videogioco)
Exanima è un videogioco di tipo RPG, dungeon crawler e dark fantasy, sviluppato da Bare Mettle Entertainment e pubblicato in accesso anticipato su Steam il 29 aprile 2015.
Il titolo è concepito come un preludio a Sui Generis (SG), un gioco di ruolo open world finanziato tramite una campagna di successo su Kickstarter. Ambientato circa vent'anni prima degli eventi narrati in Sui Generis, Exanima offre un'esperienza completa e autoconclusiva di dungeon crawler nel mondo sotterraneo della serie.
Durante lo sviluppo, Exanima è stato utilizzato come piattaforma per introdurre gradualmente molte delle caratteristiche più ambiziose pianificate per Sui Generis. Tra queste si annoverano un sistema di combattimento basato sulla fisica, un'intelligenza artificiale avanzata e una narrazione non lineare.

## Modalità di gioco
Exanima è un RPG che utilizza un sistema di combattimento dinamico basato sulla fisica, con una visuale in terza persona. Il gioco offre due modalità principali: la modalità storia e la modalità arena.
In entrambe le modalità, il giocatore può personalizzare l'aspetto del personaggio, scegliere l'abbigliamento e selezionare un'abilità tra quelle disponibili.

### Modalità storia
La modalità storia costituisce il nucleo principale del gioco e consente al giocatore di esplorare un dungeon suddiviso in vari livelli. Ogni livello è caratterizzato da ambientazioni uniche e popolato da creature specifiche. Durante l'esplorazione, il giocatore può raccogliere oggetti equipaggiabili, come armi e armature, oltre a consumabili. Inoltre, è possibile sbloccare abilità magiche chiamate "Taumaturgie".

### Modalità arena
La modalità arena permette al giocatore di creare un personaggio che assume il ruolo di capo di una gilda di gladiatori. I membri della gilda partecipano a diversi tipi di incontri contro avversari controllati dall'intelligenza artificiale. Il giocatore deve reclutare combattenti, gestirne le abilità, equipaggiarli con armi e armature, e guidarli nei combattimenti.
Ogni gladiatore guadagna esperienza attraverso gli scontri, salendo di grado. I combattenti iniziano con il grado di "Inetto" (il più basso) e possono avanzare fino al grado di "Maestro". Salendo di grado, i membri della gilda possono accedere a equipaggiamenti più potenti e partecipare a sfide più difficili, con ricompense maggiori.